# Fržital
Koordinati:   45°11′29″N, 13°34′31″E
Fržital je majhen nenaseljen otoček v Jadranskem morju. Pripada Hrvaški.
Otoček leži okoli 0,8 km jugozahodno od rta Debeli rt na zahodni obali Istre med mestoma Poreč in Vrsar. Površina otočka meri 0,017 km². Dolžina obalnega pasu je 0,68 km.